# 게라르도 스타르니나

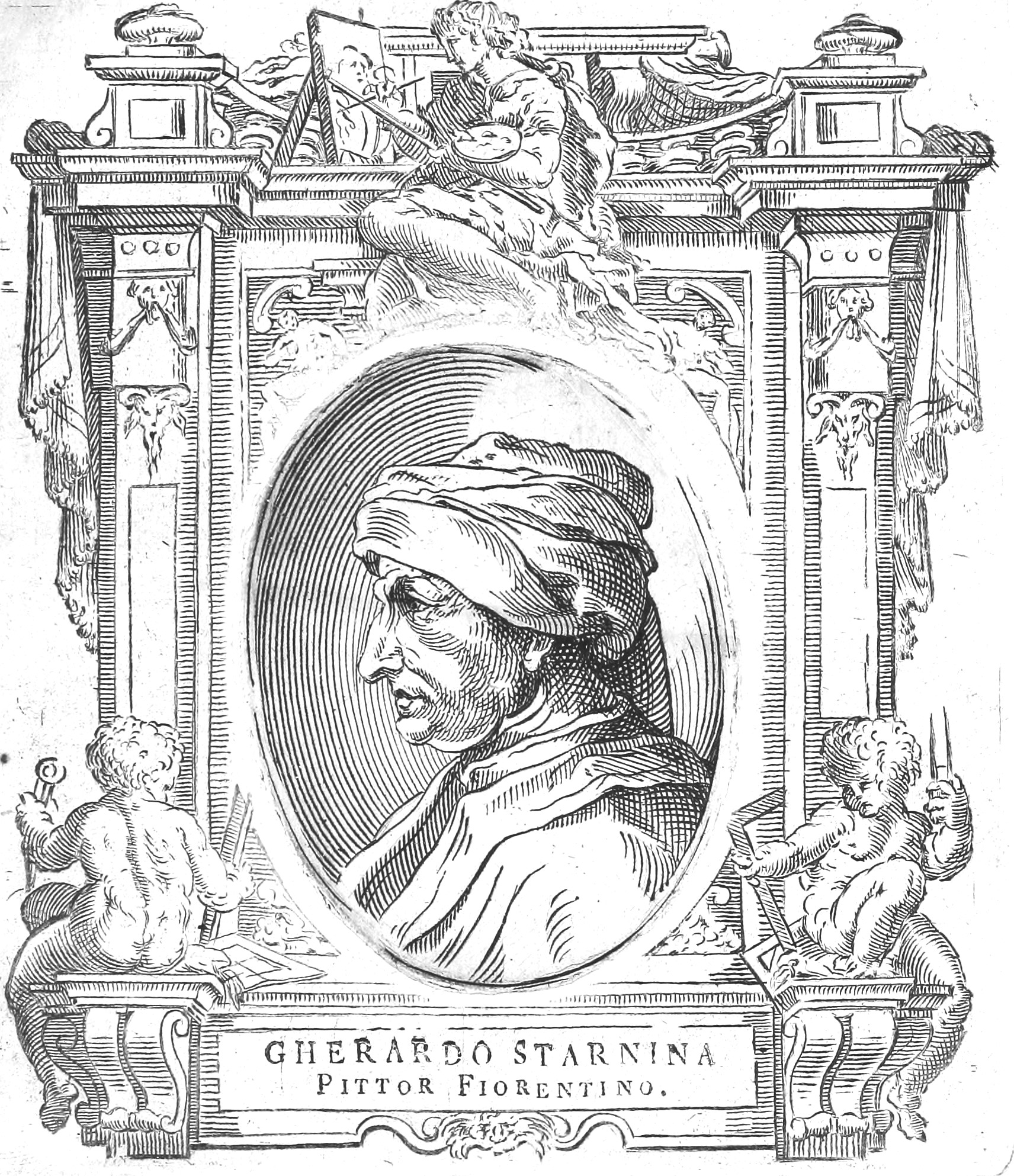
조르조 바사리의 게라르도 스타르니나 초상

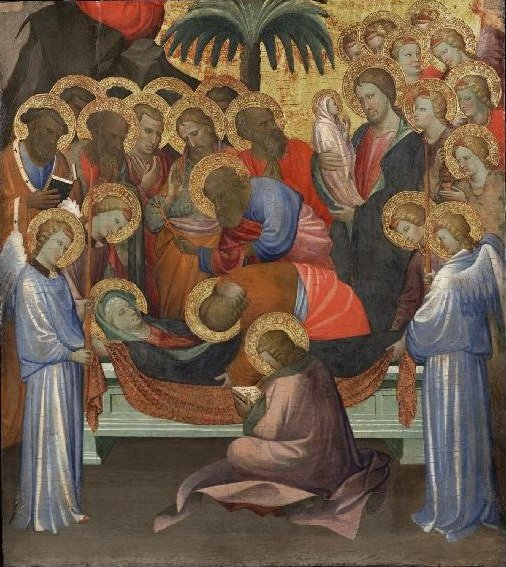
게라르도 스타르니나, 《성모의 승천》, 1404년경~1408년, 필라델피아 미술관 소장

게라르도 스타르니나(이탈리아어: Gherardo Starnina, 1354년 또는 1360년경~1413년 이전)는 콰트로첸토 시대 피렌체 출신의 이탈리아 화가이다.
전기 작가 조르조 바사리에 따르면, 스타르니나는 처음에 안토니오 베네치아노에게서 수학한 뒤, 아뇰로 가디에게서도 배웠다고 한다. 그는 피렌체 산타 크로체 성당의 카스텔라니 예배당 벽화 제작에 참여한 것으로 전해진다. 또한 1380년에 스페인으로 건너가 카스티야 왕 후안 1세 밑에서 일했으며, 톨레도 대성당의 산 블라스 예배당에 있는 일부 그림을 그렸다고 전해진다.
그림에 서명이 없어 작가가 불분명했던 일부 작품을 그린 화가를 '생기 있는 아기 예수의 대가(Master of the Bambino Vispo)'로 칭했었는데 현재는 그 작품이 스타르니나의 것으로 확인되었으며, 두 사람이 동일 인물일 가능성도 제기되고 있다.